# Населення Фарерських Островів
Населення Фарерських Островів. Чисельність населення країни 2015 року становила 50 тис. осіб (212-те місце у світі). Чисельність фарерців стабілізувалась і незначно збільшується, народжуваність 2015 року становила 13,77 ‰ (142-ге місце у світі), смертність — 8,71 ‰ (72-ге місце у світі), природний приріст — 0,51 % (158-ме місце у світі) . Фарерські Острови історично населяють фарерці, а також вихідці з Данії, Ісландії та інших європейських країн. У XX столітті на острови прибувають мігранти з азійських країн . Присутня данська державна система соціального захисту малозахищених верств населення . Демографічні й соціологічні дослідження в країні ведуться рядом державних і науково-освітніх установ Данії, регулярно проводяться переписи населення .

## Природний рух

### Відтворення
Народжуваність у Фарерських Островах, станом на 2015 рік, дорівнює 13,77 ‰ (142-ге місце у світі). Коефіцієнт потенційної народжуваності 2015 року становив 2,37 дитини на одну жінку (84-те місце у світі).
Смертність у Фарерських Островах 2015 року становила 8,71 ‰ (72-ге місце у світі).
Природний приріст населення в країні 2015 року становив 0,51 % (158-ме місце у світі).

### Вікова структура

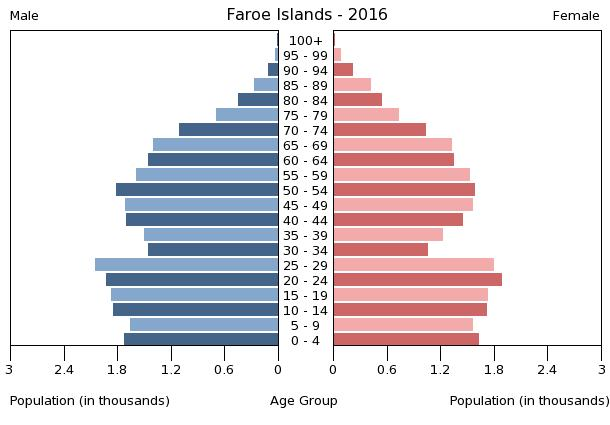
Віково-статева піраміда населення Фарерських Островів, 2016 рік

Середній вік населення Фарерських Островів становить 37,7 року (63-тє місце у світі): для чоловіків — 37,1, для жінок — 38,4 року. Очікувана середня тривалість життя 2015 року становила 80,24 року (37-ме місце у світі), для чоловіків — 77,73 року, для жінок — 82,93 року.
Вікова структура населення Фарерських островів, станом на 2015 рік, має такий вигляд:
- діти віком до 14 років — 20,1 % (5 224 чоловіка, 4 866 жінок);
- молодь віком 15—24 роки — 14,96 % (3 848 чоловіків, 3 661 жінки);
- дорослі віком 25—54 роки — 37,04 % (10 090 чоловіків, 8 501 жінки);
- особи передпохилого віку (55—64 роки) — 11,73 % (3 033 чоловіка, 2 854 жінки);
- особи похилого віку (65 років і старіші) — 16,17 % (3 926 чоловіків, 4 191 жінка)[1].

## Розселення
Густота населення країни 2015 року становила 34,5 особи/км² (179-те місце у світі). Найбільш населений острів Стреймой, на ньому мешкає 40 % усіх фарерців; на острові Естурой проживає 20 % усіх фарерців.

### Урбанізація
Фарерські Острови середньоурбанізована країна. Рівень урбанізованості становить 42 % населення країни (станом на 2015 рік), темпи зростання частки міського населення — 0,47 % (оцінка тренду за 2010—2015 роки).
Головні міста країни: Торсгавн (столиця) — 21,0 тис. осіб (дані за 2014 рік).

### Міграції
Річний рівень еміграції 2015 року становив 0 ‰ (97-ме місце у світі). Цей показник не враховує різниці між законними і незаконними мігрантами, між біженцями, трудовими мігрантами та іншими.

## Расово-етнічний склад
| Етнічний склад (2011 рік) | Етнічний склад (2011 рік) | Етнічний склад (2011 рік) | Етнічний склад (2011 рік) | Етнічний склад (2011 рік) |
| ------------------------- | ------------------------- | ------------------------- | ------------------------- | ------------------------- |
| Етнос:                    |                           |                           | Відсоток:                 |                           |
| фарерці                   | фарерці                   |                           | 89.2%                     | 89.2%                     |
| данці                     | данці                     |                           | 7.1%                      | 7.1%                      |
| інші                      | інші                      |                           | 3.7%                      | 3.7%                      |

Головні етноси країни: фарерці — 89,2 %, данці — 7,1 %, інші (за країною народження — ісландці, норвежці, гренландці, філіппінці, британці, тайці) — 3,7 % населення (оціночні дані за 2011 рік).

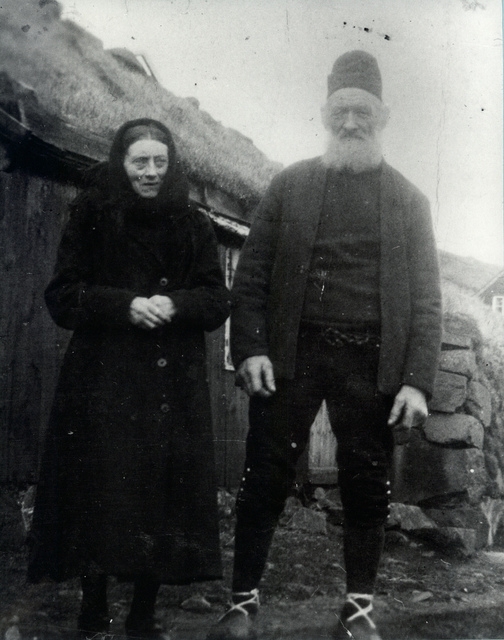
Фарерська родина, 1940 рік
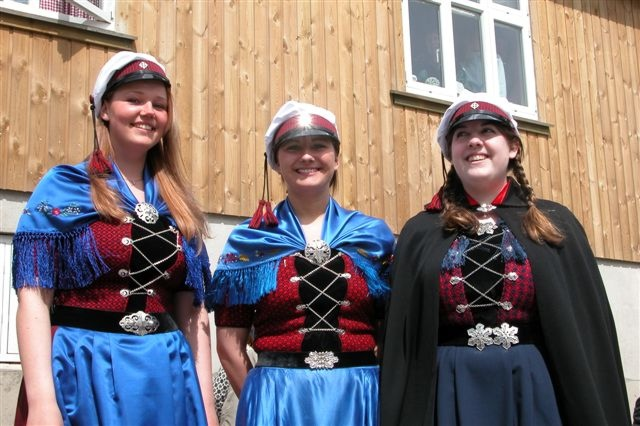
Молоді фарерки в національному вбранні
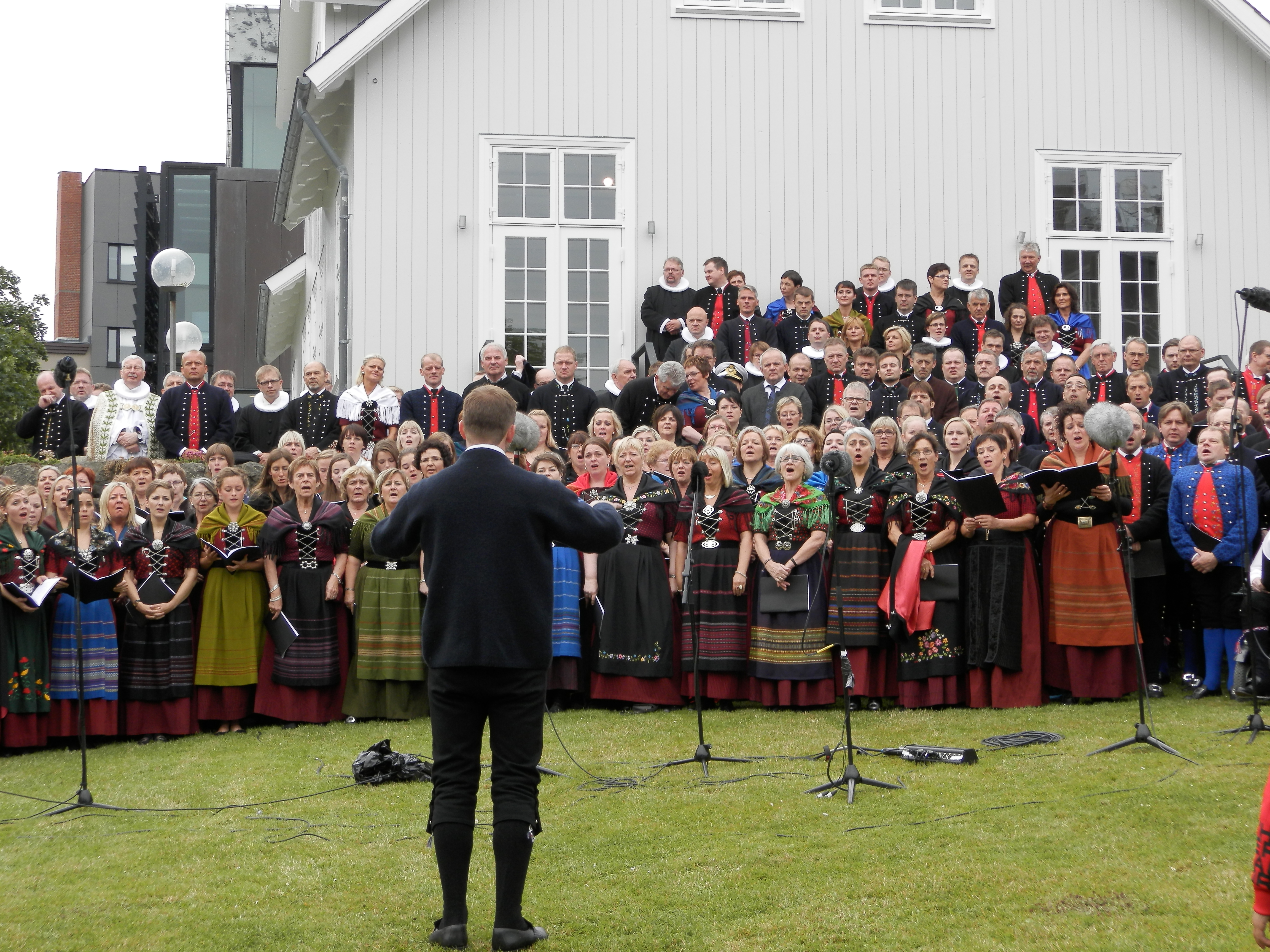
Фарерський хор в національному вбранні

## Мови
| Мови Фарерських Островів (2012 рік) | Мови Фарерських Островів (2012 рік) | Мови Фарерських Островів (2012 рік) | Мови Фарерських Островів (2012 рік) | Мови Фарерських Островів (2012 рік) |
| ----------------------------------- | ----------------------------------- | ----------------------------------- | ----------------------------------- | ----------------------------------- |
| Мова:                               |                                     |                                     | Відсоток:                           |                                     |
| фарерська                           | фарерська                           |                                     | 93.8%                               | 93.8%                               |
| данська                             | данська                             |                                     | 3.2%                                | 3.2%                                |
| інші                                | інші                                |                                     | 3%                                  | 3%                                  |

Офіційні мови: фарерська — розмовляє 93,8 % населення островів, данська — 3,2 %, інші мови — 3 % (дані 2011 року).

## Релігії
| Релігії Фарерських Островів (2011 рік) | Релігії Фарерських Островів (2011 рік) | Релігії Фарерських Островів (2011 рік) | Релігії Фарерських Островів (2011 рік) | Релігії Фарерських Островів (2011 рік) |
| -------------------------------------- | -------------------------------------- | -------------------------------------- | -------------------------------------- | -------------------------------------- |
| Віросповідання:                        |                                        |                                        | Відсоток:                              |                                        |
| лютерани                               | лютерани                               |                                        | 89.3%                                  | 89.3%                                  |
| інші                                   | інші                                   |                                        | 0.7%                                   | 0.7%                                   |
| атеїсти                                | атеїсти                                |                                        | 3.8%                                   | 3.8%                                   |
| агностики                              | агностики                              |                                        | 6%                                     | 6%                                     |

Головні релігії й вірування, які сповідує, і конфесії та церковні організації, до яких відносить себе населення країни: християнство — 89,3 % (переважно лютеранство), інші — 0,7 %, сповідують більше однієї релігії — 0,2 %, не сповідують жодної — 3,8 %, не визначились — 6 % (станом на 2011 рік).

## Освіта
Рівень письменності 2015 року становив 99 % дорослого населення (віком від 15 років): 99 % — серед чоловіків, 99 % — серед жінок.

## Охорона здоров'я
Забезпеченість лікарняними ліжками в стаціонарах — 4,7 ліжка на 1000 мешканців (станом на 2012 рік).
Смертність немовлят до 1 року, станом на 2015 рік, становила 5,6 ‰ (170-те місце у світі); хлопчиків — 5,86 ‰, дівчаток — 5,32 ‰.

### Захворювання
Кількість хворих на СНІД невідома, дані про відсоток інфікованого населення в репродуктивному віці 15-49 років відсутні. Дані про кількість смертей від цієї хвороби за 2014 рік відсутні.

## Соціально-економічне становище
Дані про відсоток населення країни, що перебуває за межею бідності, відсутні. Дані про розподіл доходів домогосподарств в країні відсутні.
Станом на 2016 рік уся країна електрифікована, усе населення країни мало доступ до електромереж. Рівень проникнення інтернет-технологій надзвичайно високий. Станом на липень 2015 року в країні налічувалось 47 тис. унікальних інтернет-користувачів (188-ме місце у світі), що становило 94,2 % загальної кількості населення країни.

### Трудові ресурси
Загальні трудові ресурси 2015 року становили 25 тис. осіб (209-те місце у світі). Зайнятість економічно активного населення у господарстві країни розподіляється таким чином: аграрне, лісове і рибне господарства — 10,7 %; промисловість і будівництво — 18,9 %; сфера послуг — 70,3 % (November 2010). Безробіття 2015 року дорівнювало 2,9 % працездатного населення, 2014 року — 3,1 % (19-те місце у світі); (103-тє місце у світі).

## Гендерний стан
Статеве співвідношення (оцінка 2015 року):
- при народженні — 1,07 особи чоловічої статі на 1 особу жіночої;
- у віці до 14 років — 1,07 особи чоловічої статі на 1 особу жіночої;
- у віці 15—24 років — 1,05 особи чоловічої статі на 1 особу жіночої;
- у віці 25—54 років — 1,19 особи чоловічої статі на 1 особу жіночої;
- у віці 55—64 років — 1,06 особи чоловічої статі на 1 особу жіночої;
- у віці за 64 роки — 0,94 особи чоловічої статі на 1 особу жіночої;
- загалом — 1,09 особи чоловічої статі на 1 особу жіночої[1].

## Демографічні дослідження
Демографічні дослідження в країні ведуться рядом державних і наукових установ Данії:

### Українською
- Атлас. 10-11 клас. Економічна і соціальна географія світу / упорядники :  О. Я. Скуратович, Н. І. Чанцева. — К. : ДНВП «Картографія», 2010. — ISBN 978-966-475-639-3.
- Атлас світу / голов. ред. І. С. Руденко ; зав. ред. В. В. Радченко ; відп. ред. О. В. Вакуленко. — К. : ДНВП «Картографія», 2005. — 336 с. — ISBN 9666315467.
- Безуглий В. В. Економічна і соціальна географія зарубіжних країн : Навчальний посібник. — К. : ВЦ «Академія», 2007. — 704 с. — ISBN 978-966-580-239-6.
- Безуглий В. В., Козинець С. В. Регіональна економічна і соціальна географія світу : Навчальний посібник. — видання 2-ге, доп., перероб. — К. : ВЦ «Академія», 2007. — 688 с. — ISBN 966-580-144-9.
- Гудзеляк І. І. Географія населення: Навчальний посібник / І. Гудзеляк. — Л. : Видавничий центр ЛНУ імені Івана Франка, 2008. — 232 с. — ISBN 978-966-613-599-8.
- Дахно І. І. Країни світу: Енциклопедичний довідник / І. І. Дахно, С. М. Тимофієв. — К. : Мапа, 2011. — 606 с. — (Бібліотека нового українця) — ISBN 978-966-8804-23-6.
- Дахно І. І. Економічна географія зарубіжних країн : навчальний посібник. — К. : Центр учбової літератури, 2014. — 319 с. — ISBN 978-611-01-0682-5.
- Джаман В. О. Регіональні системи розселення: демографічні аспекти. — Чернівці : Рута, 2003. — 392 с. — ISBN 9665685988.
- Дорошенко Л. С. Демографія: Навчальний посібник. — К. : МАУП, 2005. — 112 с. — ISBN 966-608-442-2.
- Дубович І. А. Країнознавчий словник-довідник. — 5-те вид., перероб. і доп. — К. : Знання, 2008. — 839 с. — ISBN 978-966-346-330-8.
- Економічна і соціальна географія країн світу. Навчальний посібник / За ред. Кузика С. П. — Л. : Світ, 2002. — 672 с. — ISBN 966-603-178-7.
- Загальна медична географія світу / В. О. Шевченко [та ін.] — К. : [б.в.], 1998. — 178 с.
- Крисаченко В. С. Динаміка населення: Популяційні, етнічні та глобальні виміри. — К. : Видавництво Національного інституту стратегічних досліджень, 2005. — 368 с. — ISBN 966-554-083-1.
- Любіцева О. О., Мезенцев К. В., Павлов С. В. Географія релігій. — К. : АртЕК, 1999. — 504 с. — ISBN 966-505-006-0.
- Масляк П. О. Країнознавство. — К. : Знання, 2007. — 292 с. — (Вища освіта XXI століття)
- Масляк П. О., Дахно І. І. Економічна і соціальна географія світу / П. О. Масляк, І. І. Дахно ; за ред. П. О. Масляка. — К. : Вежа, 2003. — 280 с. — ISBN 966-7091-53-8.

### Російською
- (рос.) Дания // Демографический энциклопедический словарь / главн. ред. Валентей Д. И. — М. : Советская энциклопедия, 1985. — 608 с.
- (рос.) Дания // Страны и народы. Зарубежная Европа. Общий обзор. Северная Европа / Редкол. : В. П. Максаковский, С. А. Токарев (отв. ред.) и др. — М. : «Мысль», 1981. — 269 с. — (Страны и народы) — 180 тис. прим.
- (рос.) Атлас народов мира / Отв. ред. С. И. Брук и В. С. Апенченко. — М. : ГУГК ГГК СССР и Институт этнографии им. Н. Н. Миклухо-Маклая АН СССР, 1964. — 185 с. — 20 тис. прим.
- (рос.) Численность и расселение народов мира. Этнографические очерки / под ред. С. И. Брука. — М. : Издательство АН СССР, 1962. — 487 с.
- (рос.) Лаппо Г. М. География городов: Учебное пособие для географических факультетов вузов. — М. : Туманит, изд. центр ВЛАДОС, 1997. — 476 с. — ISBN 5-691-00047-0.
- (рос.) Урланис Б. Ц. Рост населения в Европе (опыт исчисления). — М. : ОГИЗ-Госполитиздат, 1941. — 436 с.
- (рос.) Ягельский А. География населения. — М. : Прогресс, 1980. — 383 с.